# Nabil Abou Alqama
Nabil Makhloufi, dit Nabil Abou Alqama, né en 1977, mort le 9 septembre 2012 entre Gossi et Gao au Mali, est un djihadiste algérien.

## Biographie
Militaire au sein de l'armée algérienne, Nabil Makhloufi rejoint les rebelles islamistes lors de la guerre civile algérienne. Il combat au sein du Groupe islamique armé, puis du Groupe salafiste pour la prédication et le combat, et enfin d'Al-Qaïda au Maghreb islamique où il prend le surnom de Nabil Abou Alqama. Il est capturé lors du conflit mais parvient à s'évader,.
En 2011, afin de mettre un terme aux rivalités entre les différentes katiba du Sahel, Abdelmalek Droukdel, le chef d'AQMI, nomme Nabil Abou Alqama à la tête de la zone du Sahara, appelée la 9e région,. Il épouse une fille d'une grande famille de la tribu arabe des Kountas avec laquelle il noue une alliance.
Nabil Abou Alqama est tué dans un accident de voiture le 9 septembre 2012 à environ 200 kilomètres à l'ouest de Gao alors qu'il se rendait dans cette ville pour une rencontre réunissant tous les groupes djihadistes au Mali,,.